# STRANGER (JO1のシングル)
『STRANGER』（ストレンジャー）は、日本の男性アイドルグループJO1の4枚目のシングル。2021年8月18日にLAPONEエンタテインメントより発売された。

## 収録曲

### 初回限定盤A
CD +DVD（特典映像：BEAUTIFUL STRANGER)
1. REAL (3:14)
作詞：Jung Hohyun(e.one), YHANAEL
作曲：Jung Hohyun(e.one)
編曲：Jung Hohyun(e.one)[3][4]
  - フジテレビ夏のイベント「THE ODAIBA 2021 バーチャル冒険アイランド」テーマソング[5]
  - ABCテレビ「芸能界常識チェック！～トリニクって何の肉！?」8月エンディングテーマ[6]
2. Freedom (3:16)
作詞：SCORE(13), Megatone(13), Onestar, Luke(13), YHANAEL
作曲：SCORE(13), Megatone(13), Onestar
編曲：SCORE(13), Megatone(13)[7][4]
  - YSLフレグランス「リブレ」CMテーマソング[8]
3. ICARUS (3:16)
作詞：SKINNER BOX, MINAMI
作曲：TEITO, SKINNER BOX
編曲：TEITO[9][10]
4. Blooming Again (3:44)
作詞：Choi Hyun Joon, Yano Mion
作曲：Minyoung Lee(EastWest)
編曲：Minyoung Lee(EastWest), Yeul(1by1)

### 初回限定盤B
CD+PHOTO BOOK
1. REAL (3:14)
2. Dreaming Night (3:28)
作詞：KZ, STAINBOYS, CHUNGYOON
作曲：KZ, HONEYSWEAT, PUYO
編曲：KZ, HONEYSWEAT[12][13][14]
  - MBSテレビ系ドラマ特区「ラブファントム」オープニング主題歌[15]
3. ICARUS (3:16)
4. Blooming Again (3:44)

### 通常盤
CD
1. REAL (3:14)
2. STAY
作詞：Jinli(Full8loom)
作曲：Gloryface(Full8loom), Jinli(Full8loom), yuka(Full8loom)
編曲：Gloryface(Full8loom), yuka(Full8loom)[17]
3. ICARUS (3:16)
4. Blooming Again (3:44)

## チャート成績
オリコンチャート
- オリコンデイリーシングルランキング（2021年8月17日付、8月18日付、8月19日付、8月20日付、8月21日付、8月22日付、8月23日付）で1位。

| 日付            | 順位 | 推定売上枚数 | 出典   |
| --------------- | ---- | ------------ | ------ |
| 2021年8月17日付 | 1位  | 209,929枚    | [ 18 ] |
| 2021年8月18日付 | 1位  | 35,886枚     | [ 19 ] |
| 2021年8月19日付 | 1位  | 14,992枚     | [ 20 ] |
| 2021年8月20日付 | 1位  | 5,335枚      | [ 21 ] |
| 2021年8月21日付 | 1位  | 8,956枚      | [ 22 ] |
| 2021年8月22日付 | 1位  | 7,141枚      | [ 23 ] |
| 2021年8月23日付 | 1位  | 4,815枚      | [ 24 ] |
| 2021年8月24日付 | 3位  | 49,796枚     | [ 25 ] |
| 2021年8月25日付 | 6位  | -            | [ 26 ] |
| 2021年8月26日付 | 3位  | 4,046枚      | [ 27 ] |
| 2021年8月27日付 | 4位  | -            | [ 28 ] |
| 2021年8月28日付 | 2位  | 3,471枚      | [ 29 ] |
| 2021年8月29日付 | 2位  | 1,837枚      | [ 30 ] |
| 2021年8月30日付 | 3位  | 1,844枚      | [ 31 ] |
| 2021年8月31日付 | 8位  | -            | [ 32 ] |

- オリコン週間シングルランキング（2021年8月30日付[注 1]）で1位[33]。『PROTOSTAR』より4作連続で1位を記録[34]。

| 日付            | 順位 | 推定売上枚数 | 出典   |
| --------------- | ---- | ------------ | ------ |
| 2021年8月30日付 | 1位  | 282,173枚    | [ 35 ] |
| 2021年9月6日付  | 3位  | 70,890枚     | [ 36 ] |
| 2021年9月13日付 | 7位  | 6,431枚      | [ 37 ] |
| 2021年9月20日付 | 25位 | 1,239枚      | [ 38 ] |

Billboard JAPAN週間シングル・セールス・チャート
- 初週売上枚数は368,948枚[注 1][39]。1stシングル『PROTOSTAR』（344,299枚）を上回る自身最高の初週売上となった。

Billboard JAPAN 総合ソング・チャート “JAPAN HOT 100”
- 「REAL」が総合首位を獲得[注 1][40]。初週売上枚数でシングル1位、Twitterも1位で計2冠を達成し、ルックアップ2位と、この3指標が牽引して総合首位を獲得した。

タワーレコード
- J-POPシングル ウィークリーTOP30で1位[注 1][41]